# Авария A320 в Галифаксе
Авария A320 в Галифаксе — авиационная авария, произошедшая ночью 29 марта 2015 года. Авиалайнер Airbus A320-211 авиакомпании Air Canada выполнял плановый внутренний рейс AC624 по маршруту Торонто—Галифакс, но при посадке в пункте назначения во время сильного снегопада и тумана и плохой видимости врезался в землю недалеко от взлётной полосы и частично разрушился. Все находившихся на его борту 138 человек (133 пассажира и 5 членов экипажа) выжили, но 26 из них получили ранения. Самолёт был частично разрушен, однако повреждения были оценены как не подлежащие восстановлению, и лайнер был списан.
Причиной аварии была названа ошибка экипажа, который не уследил за высотой самолёта, в результате чего тот врезался в землю до взлётно-посадочной полосы и разрушился.

## Сведения о рейсе 624

### Самолёт
Airbus A320-211 (регистрационный номер C-FTJP, серийный 233) был выпущен в 1991 году (первый полёт совершил 10 июля под тестовым бортовым номером F-WWIQ). 16 октября того же года был передан авиакомпании Air Canada. Был оснащён двумя турбовентиляторными двигателями CFM International CFM56-5A1, на день аварии налетал 75 103 часа.

### Экипаж
Экипаж рейса AC624 состоял из двух пилотов, двух бортпроводников и флайт-менеджера:
- Командир воздушного судна (КВС) — очень опытный пилот, в авиакомпании Air Canada проработал 9 лет (с 2006 года). В должности командира Airbus A320 — с 2013 года (до этого управлял им в качестве второго пилота). Налетал 11 765 часов, 5755 из них — на Airbus А320 (свыше 1200 из них — в качестве КВС).
- Второй пилот — очень опытный пилот, в авиакомпании Air Canada проработал 15 лет (с 2000 года). Налетал свыше 11 300 часов, 6392 из них — на Airbus А320.

## Хронология событий
Рейс AC624 вылетел из Торонто в 21:05 ADT, на его борту находились пять членов экипажа и 133 пассажира. Полёт до Галифакса прошёл без отклонений на эшелоне FL330 (10 050 метров.
Когда самолёт подлетел к аэропорту Галифакса, из-за снегопада и плохой видимости он остался в зоне ожидания. В 23:19 пилоты рейса 624 получили разрешение на снижение до эшелона FL290 (8850 метров), после чего выполнили инструктаж по заходу на посадку в ручном режиме. В 23:25 авиадиспетчер разрешил рейсу 624 снизиться до высоты 2750 метров и кружить в зоне ожидания до улучшения погодных условий. Пилоты определили, что остатка авиатоплива хватало ещё примерно на полтора часа (до 01:00). В 23:34 пилоты получили информацию о погоде — видимость прежняя и снегоуборочные машины всё ещё на ВПП. В 00:07 было решено, что если в течение 20 минут погода не улучшится, то лайнер будет перенаправлен в аэропорт Монктона. В 00:16 экипаж решил, что попробует выполнить заход на посадку на ВПП № 05. В 00:23 лайнер выровнялся по направлению к ВПП и экипаж настроил его на снижение, закрылки были выпущены в положение 1.
В 00:29 авиадиспетчер разрешил рейсу 624 посадку и включил огни на ВПП, пилоты же не стали включать посадочные огни самолёта. Из-за изменения ветра фактическая траектория полёта отличалась от ожидаемой, а вертикальная скорость снижения колебалась от 210 до 240 км/ч. В 00:29:27 в кабине экипажа прозвучал звуковой сигнал о том, что лайнер находился на высоте 122 метра. В 00:29:47 пилоты включили посадочные огни, и почти сразу после этого был отключен автопилот; звуковой сигнал сообщил о высоте в 30, а затем и в 15 метров.
В 00:29:55 лайнер оборвал линию электропередачи, из-за чего полностью отключилось электричество в терминале аэропорта Галифакса (электроснабжение было восстановлено только в 02:12). За секунду до первого столкновения с землёй двигатели были переведены на взлётный режим, а сайдстики были отклонены на себя до упора. Левая стойка шасси зацепила посадочную лампу, находившуюся в 262 метрах от торца ВПП. В 00:30 ADT рейс AC624 коснулся земли левой и правой стойками шасси и хвостовой частью фюзеляжа в 225 метрах от ВПП, затем лайнер задел антенную решётку локатора, коснулся земли ещё два раза и после разрушения всех трёх стоек шасси проскользил несколько сотен метров по взлётной полосе, при этом развернувшись влево. Свет в салоне погас, включилось аварийное освещение.
Хотя приказа об эвакуации не было, пассажиры в 17-м и 18-м рядах сами открыли аварийные выходы и начали покидать лайнер. Примерно через две минуты к самолёту прибыли аварийные бригады аэропорта Галифакса, ещё через три минуты все пассажиры и экипаж были эвакуированы из самолёта. Никто из 138 человек на борту самолёта не погиб, но 26 из них — три члена экипажа (оба пилота и бортпроводник) и 23 пассажира — получили лёгкие ранения. Многие пассажиры, одетые в шорты и футболки, были вынуждены эвакуироваться из самолёта во время снегопада без верхней одежды, также некоторые пассажиры брали с собой свою ручную кладь.

## Расследование
Расследование причин аварии рейса AC624 проводил Канадский совет по безопасности на транспорте (TSBC) при участии следователей из Франции и представителей компании «Airbus».
Окончательный отчёт расследования был опубликован 18 мая 2017 года. Причинами аварии были названы следующие факторы:
- Стандартные операционные процедуры авиакомпании Air Canada не требовали после выбора угла траектории полёта и начала снижения, контроль высоты и слежку за расстоянием до ВПП. Также не требовалось вносить никаких корректировок в угол траектории полёта.
- Пилоты не заметили, что лайнер снизился и отклонился от заданного маршрута, и вовремя не подняли его на заданную высоту.
- Учитывая сложные условия для слежения за визуальными ориентирами, пилоты (предположительно) отложили отключение автопилота до достижения минимальной высоты по той причине, что они считали, что лайнер будет лететь по заданной траектории.
- Огни на ВПП аэропорта Галифакса были настроены не на максимальную яркость.
- Ограниченное количество визуальных ориентиров и короткое время, в течение которого они были доступны, в сочетании с плохой видимостью и недостаточной яркости огней ВПП способствовали тому, что экипаж не обнаружил изменение траектории захода на посадку.

## Дальнейшая судьба самолёта
При аварии Airbus A320-211 борт C-FTJP частично разрушился — был оторван носовой обтекатель, а в носовую часть самолёта под кабиной пилотов воткнулись части разрушенной антенной решётки. Также разрушились все три стойки шасси, а оба двигателя оторвались от крыльев; также были частично разрушены правое крыло и оба горизонтальных хвостовых стабилизатора, которые были повреждены отвалившимися основными стойками шасси. Лайнер был списан.

### Комментарии
1. ↑  Компания «Airbus» на своих самолётах использует не штурвалы, а сайдстики / джойстики[10].